# San Joaquín (Aragua)
Pour les articles homonymes, voir San Joaquin.
San Joaquín est la capitale de la paroisse civile d'Alfredo Pacheco Miranda de la municipalité de Santiago Mariño de l'État d'Aragua au Venezuela.